# The Secret Circle
The Secret Circle è una serie televisiva statunitense di genere fantasy creata da Kevin Williamson e Andrew Miller, che ha debuttato il 15 settembre 2011 sul network The CW. In Italia ha debuttato sul canale pay Mya il 7 giugno 2012. È ispirata all'omonima serie di libri di Lisa Jane Smith, dal titolo italiano I diari delle streghe.
La serie ha per protagonista Cassie Blake, una giovane strega che si trasferisce nella città natale della madre Amelia dopo la morte di quest'ultima. Entra a fare parte di un circolo di streghe e si innamora di Adam Conant. Con il tempo diventa la strega più potente e scopre di possedere la magia nera, ereditata dal padre John Blackwell.
Il 12 maggio 2012 il canale The CW ha annunciato la cancellazione della serie.

## Trama
Cassie Blake è una teenager che, dopo la morte della madre Amelia, si trasferisce dalla nonna Jane a Chance Harbor, la cittadina abbandonata dalla madre molti anni prima. Qui i suoi nuovi amici, Diana, Adam, Faye, Melissa e Nick, le spiegano di appartenere ad un'antica cerchia di streghe, il "circolo segreto". Anche se incredula, Cassie prende atto dei suoi poteri e diventa molto potente. Il circolo inizia a scoprire cose spaventose su demòni e sulla magia nera. La prima conseguenza è la morte di Nick. Ad uccidere il ragazzo è il padre di Diana, Charles Meade, che lo affoga nel lago per uccidere il demonio che era in lui. La complice dell'uomo è Dawn Chamberlain, preside della scuola e madre di Faye, e i due sono intenzionati a riavere i poteri che erano stati tolti loro dagli Anziani.
Dopo la morte di Nick, arriva in città Jake Armstrong, suo fratello maggiore. Il ragazzo è un cacciatore di streghe ed il suo obiettivo principale è distruggere il circolo. Quando però sostituisce Nick all'interno del circolo, il ragazzo si innamora di Cassie e decide di abbandonare i cacciatori. Questi ultimi non si arrendono e a Chance Harbor giunge in aiuto John Blackwell, il padre di Cassie dal quale la ragazza ha ereditato la magia nera. L'uomo vuole proteggere il circolo dalla magia che si sono procurati i cacciatori di streghe. Il nemico incontrollabile è Eben, che, dotato di grandi poteri, ha in progetto di eliminare tutte le streghe. Cassie si trova coinvolta in un triangolo amoroso, essendo desiderata sia da Jake che da Adam.

## Episodi
| Stagione       | Episodi | Prima TV USA | Prima TV Italia |
| -------------- | ------- | ------------ | --------------- |
| Prima stagione | 22      | 2011-2012    | 2012            |

## Personaggi e interpreti

### Personaggi principali
- Cassie Blake, interpretata da Brittany Robertson, doppiata da Letizia Ciampa.
Cassie è una ragazza di sedici anni impulsiva, solitaria e coraggiosa, che usa il sarcasmo per proteggersi dalle sue paure. Quando torna a Chance Harbor, città natale di sua madre Amelia, scopre di essere la strega più potente di un Circolo segreto e di possedere la magia nera. La giovane si scontra sia con la sua nuova situazione soprannaturale, sia con l'attrazione che prova per Adam, il ragazzo di Diana. È nata il 28 marzo 1995[3] (serie TV)
- Adam Conant, interpretato da Thomas Dekker, doppiato da Daniele Giuliani.
Adam è un ragazzo maturo e leale, pronto ad offrire il proprio aiuto e supporto a chi ne ha bisogno. Lavora come aiuto-cameriere al Boathouse, il ristorante del padre Ethan, un alcolizzato, mentre sua madre Catherine è morta. Membro del Circolo, è fidanzato con Diana da tre anni, ma appena incontra Cassie si sente inspiegabilmente attratto da lei. Diana inizia a sospettare che tra loro stia nascendo qualcosa e decide a malincuore di lasciarlo. Adam ne è profondamente dispiaciuto, poiché sente di amarla davvero e la considera la sua famiglia: tenta, pertanto, di convincerla a dargli un'altra possibilità, ma invano. È nato il 28 gennaio 1995[3].
- Diana Meade, interpretata da Shelley Hennig, doppiata da Francesca Manicone.
Leader del Circolo e ragazza di Adam da tre anni. È molto leale e protettiva verso i propri amici, la propria famiglia e le streghe del Circolo, insistendo sul fatto che solo uniti possono affrontare i problemi. È anche molto prudente e preferisce non tentare magie di cui non comprende bene l'effetto. Prima di iniziare la sua relazione con Adam, era la migliore amica di Melissa. Diana si affeziona sin dall'inizio a Cassie ed è lei a presentarla al resto del Circolo segreto e a cercare di svelarle la sua natura di strega. Nonostante il buon rapporto che la lega a Cassie, Diana è turbata e gelosa del legame che si sta creando tra lei e Adam, fino a decidere a malincuore di lasciarlo. Successivamente, si scopre che è la seconda figlia di John Blackwell. È nata il 18 aprile 1995[3]
- Faye Chamberlain, interpretata da Phoebe Tonkin, doppiata da Domitilla D'Amico.
Figlia di Dawn Chamberlain, la preside, membro del Circolo. È molto legata al nonno Henry, che l'ha salvata dall'annegamento all'età di sei anni, ed è la migliore amica di Melissa, alla quale tiene molto, anche se spesso la tratta male. Faye è figlia di Dawn e Thomas Chamberlain, morto sedici anni prima in un incendio su una barca. Nonostante l'aspetto innocente, tranquillo e gentile, Faye è testarda e ama giocare con i suoi poteri magici. Ha un atteggiamento strafottente con gli altri membri del Circolo e i coetanei, ma quando si trova in presenza degli adulti è più schiva. Agisce spesso senza pensare, per poi pentirsi di quello che ha fatto. Ha avuto una relazione con Jake ed è ancora innamorata di lui, ma si scontra con l'interesse che egli nutre per Cassie. È nata il 25 febbraio 1995[3].
- Melissa Glaser, interpretata da Jessica Parker Kennedy, doppiata da Gemma Donati.
Melissa è una strega del Circolo, è affascinante, ha uno spirito libero, si preoccupa profondamente per la sua famiglia e gli amici ed è considerata molto matura per la sua età. Sua madre Sophie Ann è morta, e il padre Patrick si è risposato. È la migliore amica di Faye e ha avuto una relazione con Nick prima che il ragazzo morisse. È nata il 6 maggio 1995[3].
- Jake Armstrong, interpretato da Chris Zylka, doppiato da Marco Vivio.
Fratello maggiore di Nick, due anni prima dell'inizio della serie iniziò a lavorare alla Boathouse, il locale del padre di Adam, ma la svaligiò, e se ne andò dalla città dopo aver trovato il Libro delle Ombre di famiglia e aver scoperto di essere una strega. Torna in città per la morte del fratello ed entra nel Circolo al suo posto; tuttavia, è alleato con un gruppo di cacciatori di streghe, ma decide di tradirli dopo essersi innamorato di Cassie. È nato l'8 ottobre 1992[3].
- Charles Meade, interpretato da Gale Harold, doppiato da Fabio Boccanera.
Padre di Diana, possiede uno dei cristalli magici delle famiglie, che gli permette di utilizzare i poteri magici che gli sono stati tolti dagli Anziani. Lavora come avvocato per il Consiglio Comunale[4]. È innamorato di Dawn ed è molto protettivo nei confronti della figlia.
- Dawn Chamberlain, interpretata da Natasha Henstridge, doppiata da Francesca Fiorentini.
Preside del liceo e madre di Faye. Ha sempre avuto un'infatuazione per John Blackwell, ma dopo la sua scomparsa si è sposata con Thomas Chamberlain. È nuora di Henry Chamberlain. È una donna sicura di sé, ottiene spesso quello che vuole, anche a costo di commettere degli omicidi. Non rinuncia alla falsità quando è determinata alla riuscita dei suoi scopi.
- Jane Blake, interpretata da Ashley Crow, doppiata da Angiola Baggi.
Madre di Amelia, nonna di Cassie, è un'Anziana, ovvero un membro del Circolo di due generazioni prima. È a conoscenza dell'esistenza del nuovo Circolo. Muore nella diciannovesima puntata della prima stagione, assassinata erroneamente da Charles.

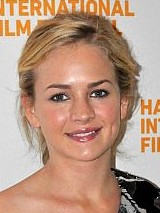
Brittany Robertson interpreta Cassie Blake
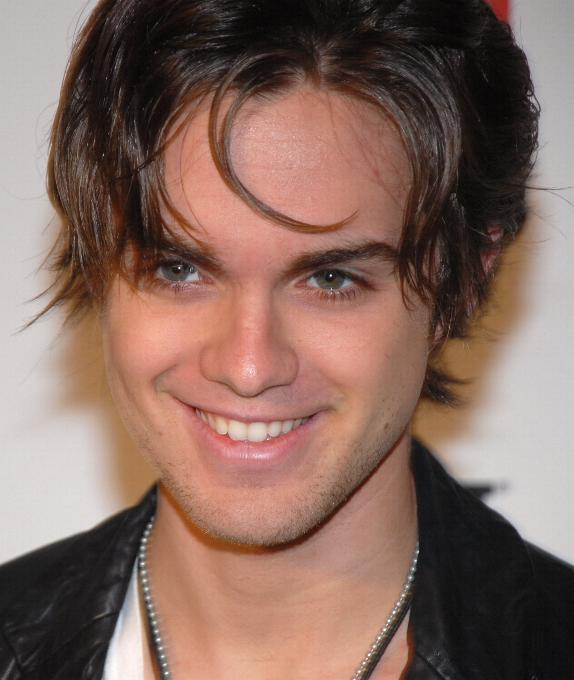
Thomas Dekker interpreta Adam Conant
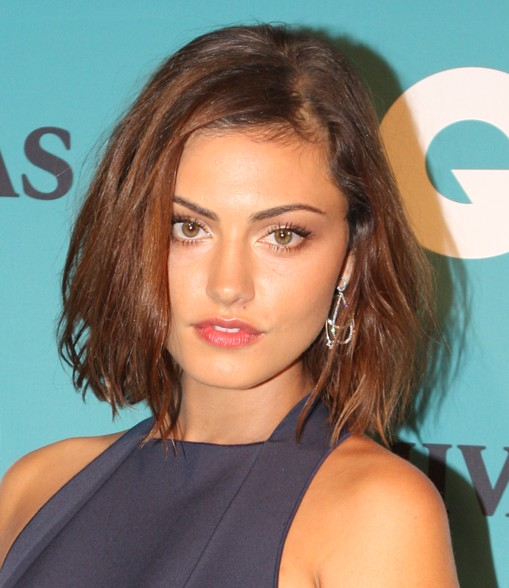
Phoebe Tonkin interpreta Faye Chamberlain
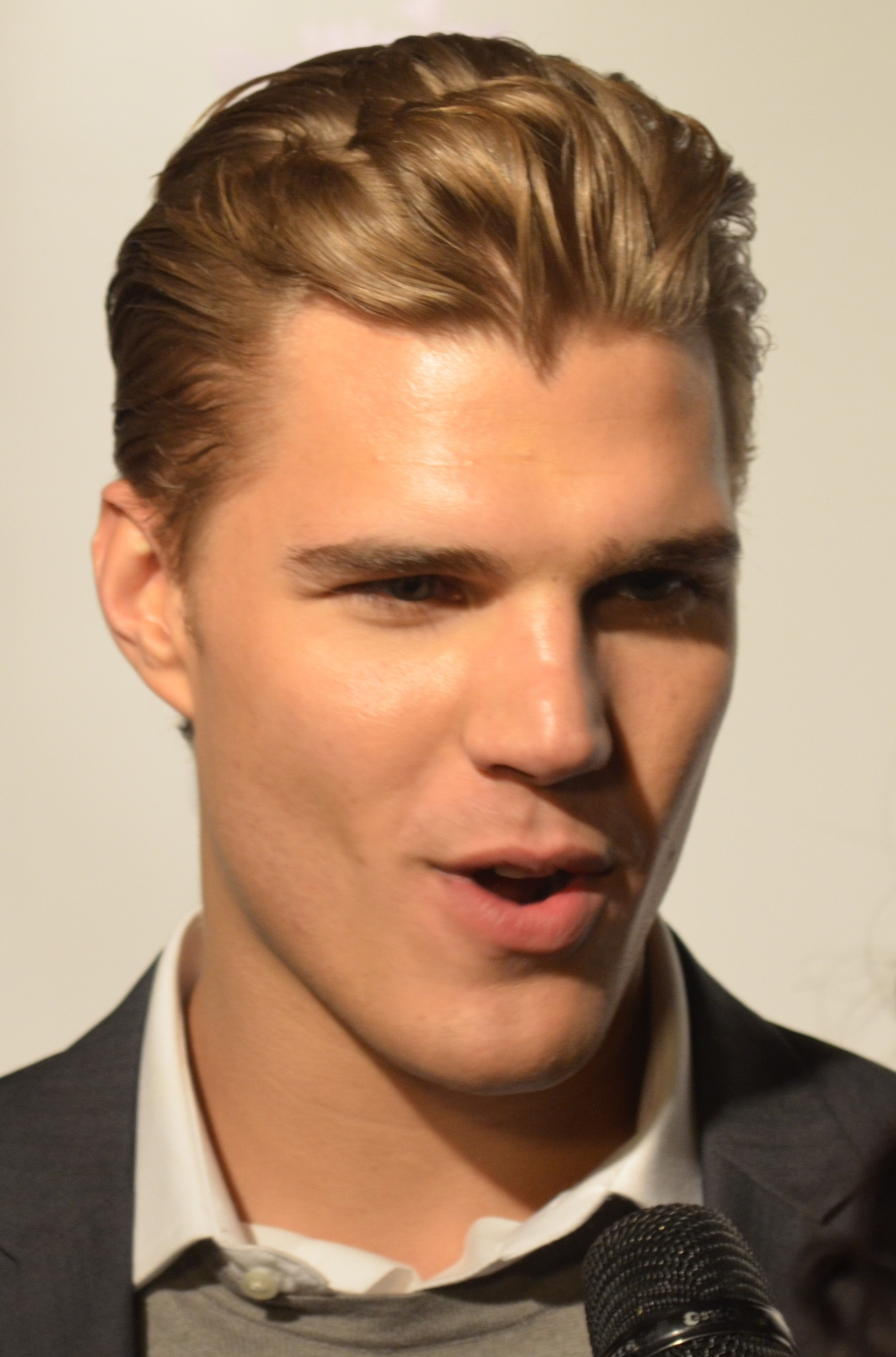
Chris Zylka interpreta Jake Armstrong
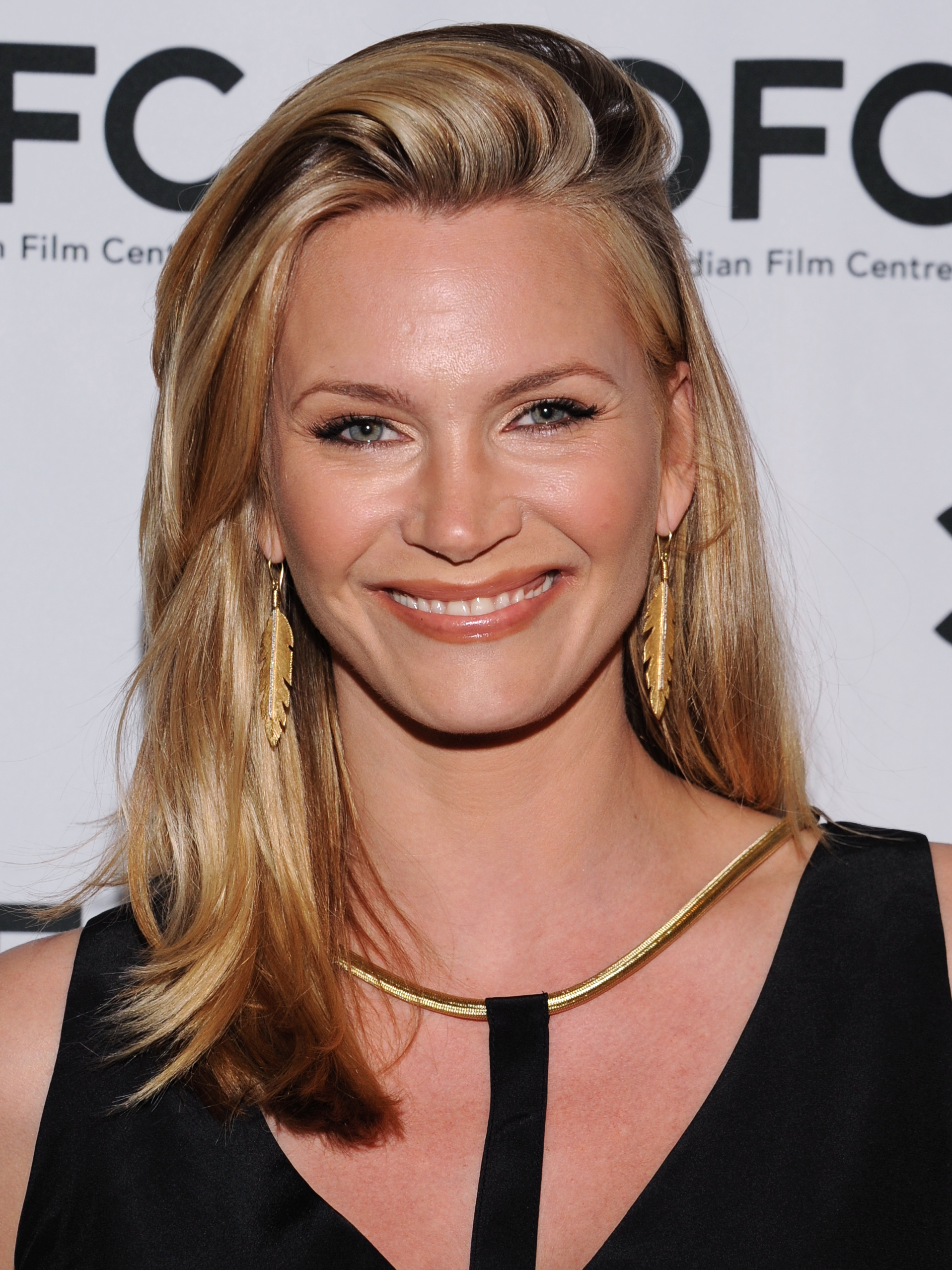
Natasha Henstridge interpreta Dawn Chamberlain
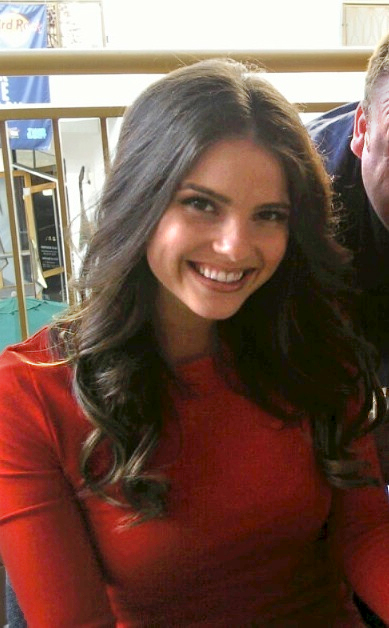
Shelley Hennig interpreta Diana Meade

### Personaggi secondari
- Nick Armstrong, interpretato da Louis Hunter, doppiato da Flavio Aquilone.
Ragazzo di Melissa e membro del Circolo, ha perso entrambi i genitori, Richard e Sara[5], nell'incendio. È il fratello di Jake ed è nato il 29 agosto 1994[3]. È esperto di erbe e ne coltiva una grande quantità nella casa abbandonata che il cerchio utilizza come base. Viene involontariamente ucciso da Charles Meade per liberarlo dalla possessione di un demonio.
- Ethan Conant, interpretato da Adam Harrington, doppiato da Francesco Bulckaen.
Padre di Adam, è proprietario del Boathouse, un bar al molo. Era innamorato di Amelia Blake. Ha problemi di alcolismo.
- Henry Chamberlain, interpretato da Tom Butler.
Nonno di Faye, alla quale è molto affezionato.
- Lee LaBeque, interpretato da Grey Damon, doppiato da David Chevalier.
Praticante del vudù, aiuta Faye ad acquisire la magia nera.
- Eva, interpretata da Alexia Fast, doppiata da Erica Necci.
Ragazza di Lee che viene riportata in vita da Lee e acquisisce i poteri magici di Faye.
- Isaac, interpretato da JR Bourne.
Capo dei cacciatori di streghe che inviano Jake a distruggere il Circolo.
- Eben, interpretato da Sammi Rotibi, doppiato da Roberto Draghetti.
Il cacciatore di streghe che cercò di uccidere il padre di Cassie e che appiccò l'incendio che uccise i genitori dei ragazzi.
- Callum, interpretato da Michael Graziadei, doppiato da Corrado Conforti.
Ex-amico di Lee, spaccia la droga a Melissa.
- Grant, interpretato da Tim Phillipps.
Ragazzo australiano che comincia ad uscire con Diana.
- John Blackwell, interpretato da Joe Lando, doppiato da Fabrizio Pucci.
È il padre di Cassie, che la ragazza non ha mai conosciuto, e anche di Diana. Tutti lo credono morto durante l'incendio avvenuto sedici anni prima, ma in realtà riuscì a salvarsi grazie ad un medaglione. È una strega molto potente e possiede la magia nera. Torna a Chance Harbor nell'episodio Ritorno e decide di restare per aiutare i ragazzi contro i cacciatori e separare Cassie e Adam inscenando una maledizione causata dal loro amore.

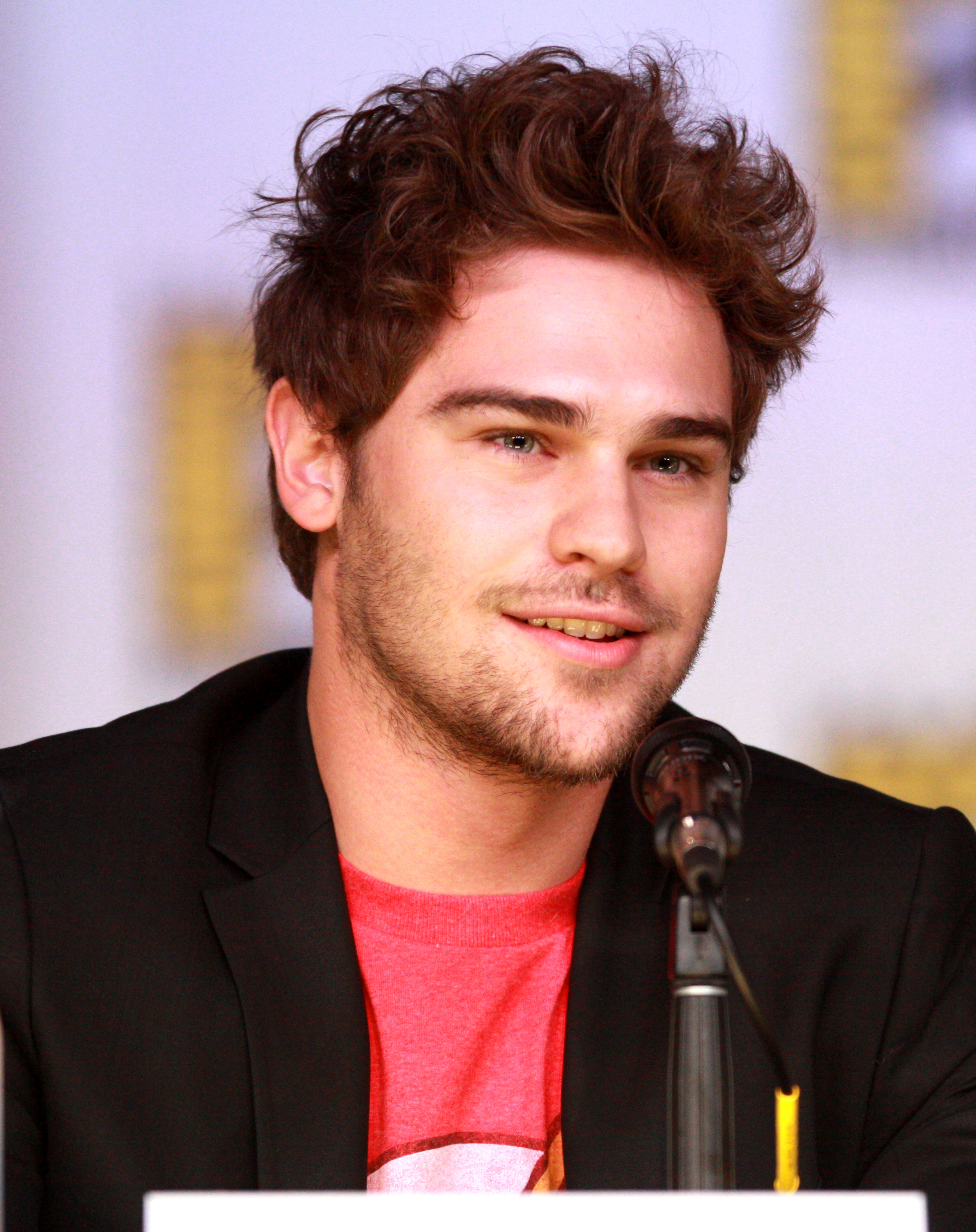
Grey Damon interpreta Lee LaBeque.
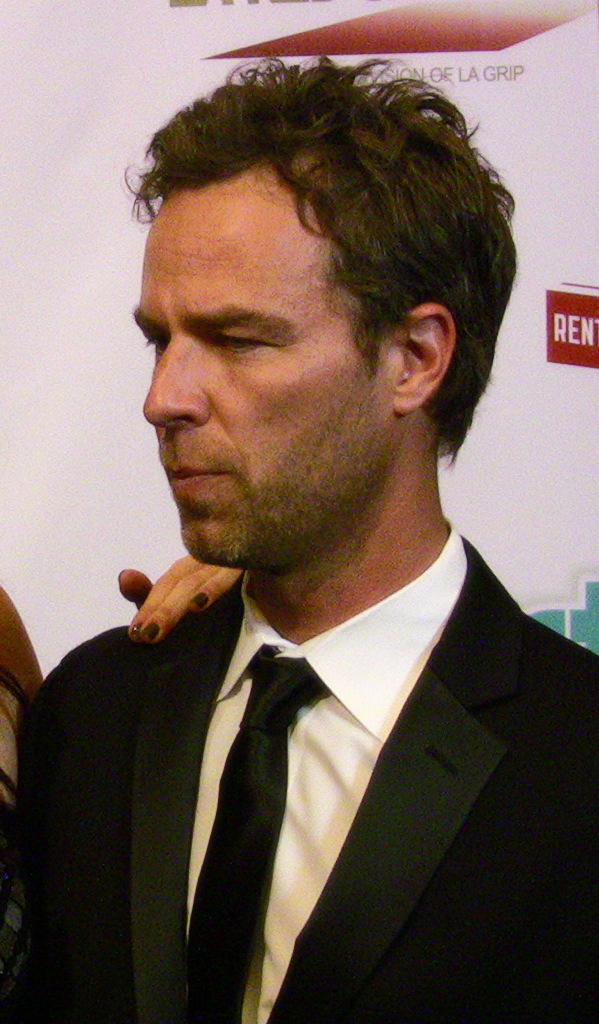
JR Bourne interpreta Isaac.

## Produzione
Il progetto per una trasposizione televisiva della serie di romanzi I diari delle streghe, scritta da Lisa J. Smith, fu avviato dalla The CW nell'ottobre 2010. Andrew Miller figurava come autore, mentre Elizabeth Craft e Sarah Fain come produttori esecutivi, insieme a Gina Girolamo e Leslie Morgenstein. Kevin Williamson, già impegnato nella serie televisiva The Vampire Diaries, si unì al progetto nei primi giorni di febbraio 2011, nella qualità di co-creatore e supervisore. L'8 febbraio la rete ordinò la produzione di un episodio pilota. Con un coinvolgimento maggiore di Kevin Williamson, il 23 marzo i produttori Elizabeth Craft e Sarah Fain abbandonarono il progetto, in quanto il loro lavoro non era più necessario.
L'episodio pilota era già stato distribuito online dal 12 settembre sulla piattaforma iTunes.

### Sceneggiatura e regia
La sceneggiatura degli episodi è dei produttori Andrew Miller, Gina Girolamo e Leslie Morgenstein.
La regia dell'episodio pilota fu affidata a Liz Friedlander.

### Casting
Il 17 febbraio Brittany Robertson fu la prima attrice ad entrare nel cast, per interpretare la protagonista Cassie Blake. Nel mese di marzo furono ingaggiati anche gli attori Thomas Dekker (attore), per il ruolo di Adam Conant, membro della cerchia e fidanzato di Diana; Phoebe Tonkin, per il ruolo di Faye Chamberlain, antagonista di Cassie; Shelley Hennig e Jessica Parker Kennedy per i ruoli di Diana Meade, leader della cerchia, e Melissa, una delle streghe del circolo; Natasha Henstridge e Louis Hunter, per i ruoli di Dawn Chamberlain, madre di Faye, e Nick Armstrong, altro membro della setta; Gale Harold, per il ruolo di Charles Meade, padre di Diana, e Ashley Crow per il ruolo di Jane Blake, nonna di Cassie.

### Riprese
Le riprese dell'episodio pilota si sono svolte in Canada, nella Columbia Britannica. Dopo aver visionato il pilot, il 17 maggio 2011 la The CW approvò la produzione di una prima stagione, che ha esordito nei palinsesti statunitensi il 15 settembre 2011.

## Differenze coi romanzi
- Nei romanzi, i ragazzi del Circolo sono dodici e non sei. Sono stati eliminati i gemelli Christopher e Douglas Henderson, Suzan Whittier, Deborah Armstrong, Laurel Quincey e Sean Dulany.
- Nella serie, solo Nick ha entrambi i genitori morti, mentre nei libri anche altri membri (come Adam) hanno entrambi i genitori deceduti.
- Nella serie, la madre di Cassie muore prima che la figlia si trasferisca a Chance Harbor dalla nonna, mentre nei libri Cassie si trasferisce con la madre a New Salem e in seguito muore la nonna.
- Nei libri, Melissa si chiama Melanie. Anche i nomi di altri personaggi sono cambiati, principalmente quelli di molti genitori: nei romanzi, Amelia si chiama Alexandra, Jane è Maeve e di cognome fa Howard, il padre di Faye si chiama Grant e non Thomas, la madre di Diana ha nome May invece di Elizabeth, i genitori di Nick sono Nicholas e Sharon al posto di Richard e Sara, il padre di Melissa/Melanie si chiama Marshall e non Patrick, e infine sua madre si chiama Sophie Burke invece di Sophie Ann Glaser.

## Accoglienza

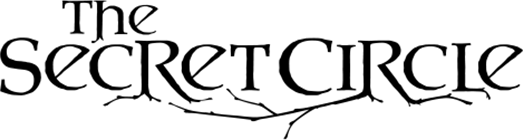
Logo della serie.

L'episodio pilota ha ricevuto recensioni di diversa natura e Metacritic gli assegnò un punteggio di 55/100, basandosi su 20 critiche. Lloyd Roberts del Los Angeles Times scrisse che il primo episodio era "reso splendidamente, efficace nelle modalità previste, in un modo che ti fa dimenticare come ti aspettavi che sarebbero state." Scrisse poi "La regista Liz Friedlander punta non solo al brivido ma anche ad un tremolante senso della bellezza che riflette un'accresciuta sensibilità" e apprezzò gli attori "che sono belli da guardare, ma apportano anche dell'anima ai loro personaggi." First Stop News diede alla première un voto di 7/10, dicendo che l'episodio era "incredibile", e lodò le premesse, ma criticò alcune delle prestazioni. Tuttavia, l'interpretazione di Phoebe Tonkin fu ben accolta dalla critica; l'attrice venne inserita nella lista dei nuovi volti da tenere d'occhio della rivista Variety ed eletta una delle star televisive emergenti del 2011 da E! Online.

## Riconoscimenti
- 2011 - E! Golden Tater Awards[26]
  - Nomination New Fall Show You're Most Excited For
- 2011 - TV.com's Best of 2011[27]
  - Nomination Best New Series
  - Nomination Best Sci-Fi or Fantasy
- 2012 - People's Choice Awards[28]
  - Nomination Favorite New TV Drama
- 2012 - Saturn Award[29]
  - Nomination Best Youth-Oriented Television Series